# Adderstone with Lucker
Adderstone with Lucker – civil parish w Anglii, w hrabstwie Northumberland. Leży 67 km na północ od miasta Newcastle upon Tyne i 464 km na północ od Londynu. W 2011 roku civil parish liczyła 238 mieszkańców.